# Markus Meckel
Markus Meckel (nacido el 18 de agosto de 1952) es un teólogo y político alemán. Del 12 de abril de 1990 hasta el 20 de agosto de 1990 fue ministro de Asuntos Exteriores de la República Democrática Alemana (RDA).

## Biografía
Markus Meckel nació el 18 de agosto de 1952 en Müncheberg, Brandeburgo. Tuvo que dejar la escuela secundaria en 1969 por razones políticas. De 1969 a 1971, estudió en el Kirchliches Oberseminar Potsdam-Hermannswerder, un internado operado por la iglesia cuyo diploma permitía a sus alumnos estudiar Teología o Música Sacra únicamente.[cita requerida] De 1971 a 1978, Meckel estudió Teología en Naumburg y Berlín Este.
Meckel ya había estado involucrado con la oposición interna al régimen comunista de Alemania del Este desde la década de 1970. En octubre de 1989, inició el establecimiento del Partido Socialdemócrata en la RDA (SDP) junto con Martin Gutzeit. Desde el 23 de febrero de 1990 hasta la fusión con el SPD de Alemania Occidental el 27 de septiembre de 1990, fue vicepresidente del partido SDP. Después de la renuncia de Ibrahim Böhme, fue presidente interino del SDP del 26 de marzo al 10 de junio de 1990.
En las  primeras elecciones libres de la RDA en marzo de 1990, Meckel fue elegido diputado de la Cámara Popular.[cita requerida] El 12 de abril de 1990, se convirtió en ministro de Asuntos Exteriores en el Gobierno del primer ministro Lothar de Maizière (CDU). En su mandato, trabajó frecuentemente con su homólogo occidental Hans Dietrich Genscher[cita requerida] y tomó parte de las negociaciones que desembocarían en el Tratado Dos más Cuatro.
El 20 de agosto de 1990, Meckel, junto con los ministros socialdemócratas, se retiró del gabinete. El Ministerio de Asuntos Exteriores fue asumido por el propio de Maizière.
Después de que Alemania se reunificó el 3 de octubre de 1990, Meckel se convirtió en miembro del Bundestag alemán, formando parte de la institución hasta 2009.
Entre 2013 y 2016 fue presidente de los cementerios de los caídos de guerra alemanes.